# Pseudoptygonotus kunmingensis
Pseudoptygonotus kunmingensis är en insektsart som beskrevs av Zheng, Z. 1977. Pseudoptygonotus kunmingensis ingår i släktet Pseudoptygonotus och familjen gräshoppor. Inga underarter finns listade i Catalogue of Life.